# كونور كيربي
كونور كيربي (بالإنجليزية: Connor Kirby)‏ هو لاعب كرة قدم بريطاني في مركز الوسط، ولد في 10 سبتمبر 1998 في بارنسلي في المملكة المتحدة. لعب مع شيفيلد وينزداي.